# Viktor Koval
Viktor Stanislavovich Koval (Moscú, 29 de septiembre de 1947 - Ibidem., 1 de febrero de 2021) fue un poeta, prosista, artista y actor de cine ruso. También se conocen canciones basadas en sus poemas, interpretadas por Andrei Lipsky.

## Biografía
Nacido el 29 de septiembre de 1947 en Moscú, en la familia de un militar. Entre 1955 y 1961 actuó activamente en películas. Graduado de la escuela de arte del Instituto Poligráfico de Moscú (facultad de arte y gráfica). Realiza ilustraciones para libros, revistas y periódicos. Desde la década de 1970 se le conoce como poeta; a finales de los 80´s entró en el célebre grupo poético Almanac (M. Eisenberg, S. Gandlevsky, T. Kibirov, V. Koval, D. Novikov, D. Y. Prigov , L. Rubinstein). Publicado en las revistas "Banner", "Theatre Life", "Esquire", "Bolshoi Gorod", en "Novaya Gazeta"; en colecciones, almanaques y antologías: " Archivo personal nº ", "Archivo personal nº 2", "Samizdat del siglo", "Poemas rusos de 1950-2000", "Revue svetovej literatury (Bratislava)", "La poesía de la Perestroika "(Mánchester). Participó en festivales de poesía en Moscú, Yaroslavl, Volgogrado, Samara, Toliatti, Londres, Cambridge, Gotemburgo y Milán. 
Fue autor de cuatro libros de poesía. Es miembro de la Unión de Artistas de Rusia y miembro de la Unión de Escritores de Moscú.
En 2007 recibió el Premio Becerro de Oro de la Literaturnaya Gazeta (Club de las 12 Cátedras).
Viktor Koval falleció el 1 de febrero de 2021 a la edad de 74 años en Moscú a causa del COVID-19.

## Filmografía
- Vasyok Trubachev y sus camaradas (1955) - hermano de Sasha Bulgakov (no en los créditos)
- To the New Shore (1955) - Aivars de niño
- El caso Rumyantsev (1955) - Sashka Evdokimov
- Brave Hare (1955) - Vanya (actuación de voz)
- Un verano inusual (1956) - Vitya Shubnikov
- Bajo el águila real (1957)
- Amigo (1958) - Misha Kozlov
- Hacia el amanecer (1959) - Jacob
- Lyubushka (1961) - Disparando a Lykov